# カミロ・シエンフェゴス
カミロ・シエンフエゴス・ゴリアラン（Camilo Cienfuegos Gorriarán, 1932年2月6日 - 1959年10月28日）は、キューバの革命家。

## 略歴
ハバナで生まれる。 両親はスペイン内戦において共和国派に属しキューバへ亡命する。カミロ・シエンフェゴスは独裁者フルヘンシオ・バティスタに対する地下活動を行い、キューバ革命に重要な役割を果たした。カミーロはフィデル・カストロ、ラウル・カストロおよびチェ・ゲバラと共にキューバ革命を主導した一人で、富裕層であったカストロ、ゲバラに比してカミロは庶民階層出身の人物として知られる。
はじめは画家を志していたが、1953年のモンカダ兵営襲撃に参加し、革命の間チェ・ゲバラと一緒に反乱軍を率いた。革命の勝利後にシエンフェゴスは軍隊の最高指揮官に就任し、反革命的な暴動と戦い農地改革の実施に大規模に関与した。
シエンフェゴスは共産主義者ではなく、無政府主義者だった。また革命の間彼が率いた軍隊も共産主義ではなかった。 しかし特にチェ・ゲバラから敬愛され、ゲバラは自分の息子（長男）に「カミロ」の名をつけている。
カミロ・シエンフェゴスが1959年10月28日にセスナ事故で死んだのは、悪天候が原因とされる。しかしアメリカのキューバ反政府コミュニティーの中では、「カストロがシエンフェゴスの飛行機を空軍のミグ戦闘機に撃ち落とすように命じた」と主張される。また、当日の夜の天候は晴れだったとされる。
キューバ空軍大尉、ロベルト・カルデナスによると、シエンフェゴスはキューバのソビエト化に反対した指揮官フーバー・メトスの処刑を拒絶したので撃墜されたという。 フィデル・カストロはこれらの主張を否定している。